# Boarmia metapolia
Boarmia metapolia är en fjärilsart som beskrevs av Turner 1947. Boarmia metapolia ingår i släktet Boarmia och familjen mätare. Inga underarter finns listade i Catalogue of Life.